# Nikki Haley
Nimrata "Nikki" Randhawa Haley (Bamberg, 20 de janeiro de 1972) é uma política norte-americana filiada no Partido Republicano, que serviu, entre 2017 e 2018, como Representante Permanente de seu país junto às Nações Unidas. Anteriormente, Haley havia servido como Governadora da Carolina do Sul de 2011 a 2017 e foi membro Câmara dos Representantes deste estado entre 2005 e 2010 pelo 87º distrito.
Haley foi a primeira mulher a governar a Carolina do Sul e a segunda indo-americana, depois do também Republicano Bobby Jindal, a governar um estado do país. Haley foi responsável pela resposta republicana ao então Presidente Barack Obama no Discurso sobre o Estado da União de 2016, sendo no mesmo ano nomeada pela revista Time como uma das "100 Pessoas Mais Influentes".
Haley anunciou sua campanha para presidente dos Estados Unidos em fevereiro de 2023. Após os caucuses de Iowa, Haley e Trump tornaram-se os únicos candidatos importantes restantes nas primárias republicanas.

## Biografia
Haley nasceu Nimrata Randhawa em Bamberg, Carolina do Sul, em 20 de janeiro de 1972 numa família de Indianos Sikhs. Desde criança, foi apelidada de "Nikki", que significa "pequena". Seus pais, Ajit Singh Randhawa e Raj Kaur Randhawa, eram imigrantes de Amritsar, Punjab, onde o seu pai havia lecionado na Universidade Rural do Punjab e sua mãe havia graduado da Universidade de Délhi. A família imigrou primeiro para o Canadá quando o seu pai recebeu uma oferta de bolsa de estudo da Universidade da Colúmbia Britânica. Após a graduação em 1969, a família mudou-se para a Carolina do Sul, onde o pai passou a lecionar no Voorhees College. A sua mãe, Raj Randhawa, obteve um bacharelato em educação antes de fundar a exposição de moda "Exotica International" em 1976.
Aos cinco anos de idade, Haley disputou o concurso local "Miss Bamberg", sendo desqualificada após os juízes considerarem que ela não poderia ser encaixada nas categorias "branca" ou "negra".
Haley possui dois irmãos, Mitti, que serviu no Exército dos Estados Unidos durante a Guerra do Golfo, Charan, um web designer e uma irmã, Simran, apresentadora de rádio e estudante de moda nascida em Singapura.

## Carreira política
Inicialmente, Haley trabalhou na FCR Corporation, uma companhia de reciclagem e tratamento de resíduos, antes de passar à Exotica International, empresa de moda fundada pela mãe. Ingressando em 1994, Haley passou a atuar como chefe do setor financeiro, sendo que durante sua gestão a renda da empresa atingiu níveis multimilionários.
Em 1998, Haley foi indicada diretora de comissão da Câmara de Comércio do Condado de Orangeburg. Em 2003, foi indicada para a Câmara de Comércio de Lexington e no mesmo ano tornou-se tesoureira da Associação Nacional de Mulheres Empreendedoras (a National Association of Women Business Owners), passando à presidência da organização no ano seguinte. Nos anos seguintes, representou a Fundação Médica de Lexington, a Fundação de Xerifes de Lexington e uma associação regional de políticas republicanas.

## Representante da Carolina do Sul (2005-2011)

### Eleição
Em 2004, Haley candidatou-se à Câmara de Representantes da Carolina do Sul por um dos distritos do Condado de Lexington, enfrentando o incumbente Larry Koon nas primárias do Partido Republicano. Sua plataforma de campanha era baseada em políticas antitributárias e conservadorismo fiscal, com ênfase em educação. Nas primárias, Haley recebey 40% e Koon recebeu 42% dos votos, levando-os a um segundo turno. No segundo turno, tornou-se candidata do Partido Republicano à câmara legislativa estadual ao receber 55% dos votos. Vitoriosa na eleição, Haley tornou-se a primeira Indo-americana a assumir um cargo público no estado.
Em 2006, foi reeleita sem nenhum outro concorrente, para o segundo mandato. Em 2008, foi reeleita para um terceiro mandato após derrotar o democrata Edgar Gomez com 83% dos votos.

### Atuação
Em 2005, Haley foi eleita chefe da bancada da casa e Líder da Maioria na Assembleia Geral da Carolina do Sul. À época da sua eleição, nenhuma outra mulher havia ocupado o cargo anteriormente.
Uma das promessas de campanha e que foi seguida durante a sua gestão na legislativa era a redução de impostos. Durante o governo de Mark Sanford, Haley votou contra a super taxação sobre tabaco. O projeto previa que o arrecadado fosse revertido para programas de prevenção e pesquisa de câncer relacionado com o tabagismo. Contudo, posteriormente, votou a favor da lei de aumento de taxas comerciais para 6%, incluindo taxas sobre alimentos enlatados.

## Embaixadora às Nações Unidas (2017-2019)

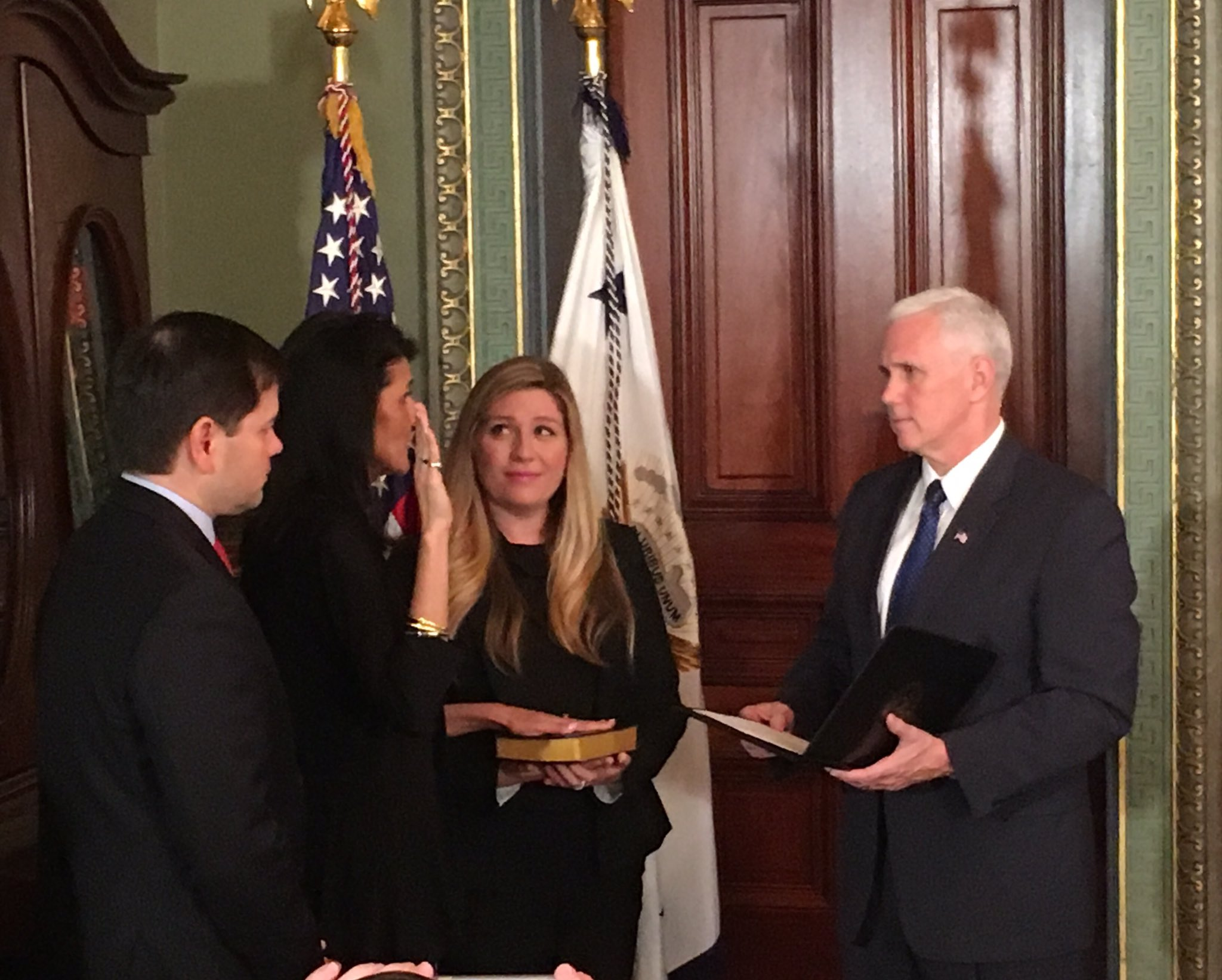
Nikki Haley presta juramento de posse como Embaixadora às Nações Unidas, janeiro de 2017.

Em 23 de novembro de 2016, o então Presidente-eleito Donald Trump anunciou a sua intenção de nomear Haley às Nações Unidas. No dia 20 de janeiro, o mesmo dia da sua posse presidencial, Trump enviou a nomeação ao Senado dos Estados Unidos.
A 24 de janeiro de 2017, Haley foi confirmada pelo Senado por 96 votos contra 4, tornando-se a Representante Permanente dos Estados Unidos junto às Nações Unidas, sucedendo a Samantha Power (no cargo desde 2013). Os senadores Bernie Sanders, Martin Heinrich, Tom Udall e Chris Coons votaram contra sua nomeação ao cargo, sendo que este último argumentou sua suposta "falta de experiência em questões de política externa para servir eficientemente como Embaixadora nas Nações Unidas". Pouco tempo após, Haley renunciou oficialmente ao governo da Carolina do Sul, tendo por sucessor Henry McMaster.
O juramento de posse foi realizado pelo Vice-presidente Mike Pence em 25 de janeiro. Haley foi recebida pelo Secretário-geral António Guterres a 27 de janeiro na sede da organização em Nova Iorque.
A 2 de fevereiro de 2017, Haley defendeu a permanência de sanções contra a Rússia até à resolução da Crise na Crimeia, com a devolução da região à Ucrânia. Em 4 de junho, Haley anunciou que os Estados Unidos manteriam as "sanções fortes e assíduas no que diz respeito a Ucrânia".
A 15 de março, Haley afirmou que não apoiaria um veto aos islâmicos mesmo que Trump o fizesse e detalhou não acreditar "que devemos banir qualquer um por questões de religião".

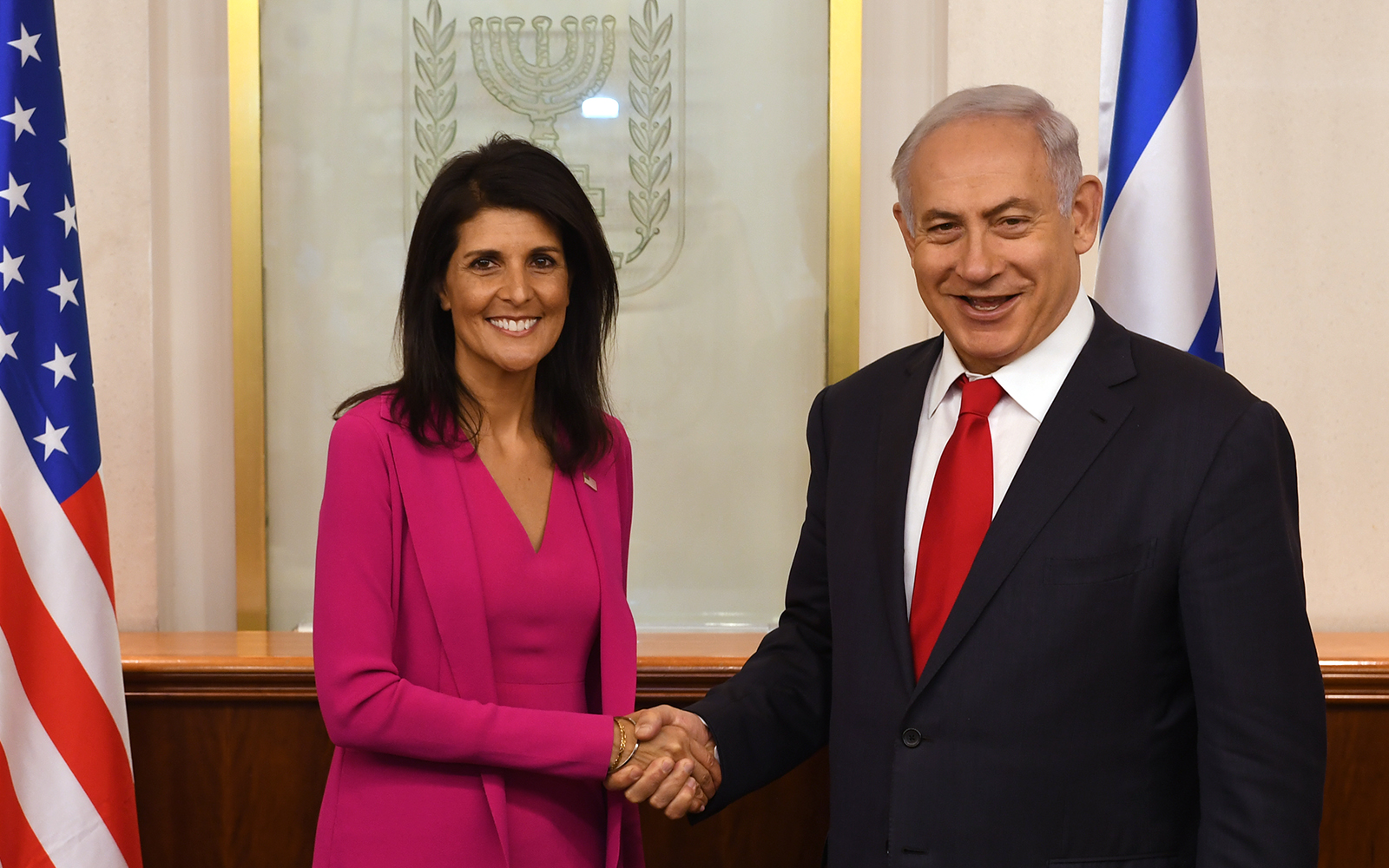
Nikki Haley se encontra com Benjamin Netanyahu, em junho de 2017.

A 30 de março, Haley afirmou que os Estados Unidos não trabalhariam mais para a renúncia do presidente sírio Bashar al-Assad, sendo esta uma medida contrária ao governo anterior de Barack Obama. A 5 de abril, durante discurso no Conselho de Segurança um dia após o ataque químico de Khan Shaykhun, Haley afirmou que "Rússia, Irã e Síria não têm interesse na paz mundial" e que ataques como este continuariam ocorrendo se nada fosse feito em resposta. No dia seguinte, os Estados Unidos lançaram mísseis Tomahawk contra a Base Aérea de Shayrat, o que Haley considerou "uma medida plenamente calculada" e alertou que o seu país estava preparado "para fazer mais" apesar de desejar que "isto não fosse necessário". Semanas depois, após a Rússia vetar uma resolução que condenasse o ataque químico de Khan Shaykhun, Haley criticou Moscou afirmando que o país "escolheu disputar com o mundo civilizado a relação com o governo Assad que brutalmente aterroriza o seu próprio povo." Em 28 de junho, durante a audiência do Comitê de Relações Exteriores da Câmara dos Representantes, Haley apoiou o comunicado de Donald Trump sobre a Síria: "Posso afirmar que diante das ações do presidente, não vemos isto como um acidente". Dias depois, na sua primeira sessão à frente do Conselho de Segurança, Haley culpou o Irã e o Hezbollah pelos atos terroristas no Oriente Médio "nas últimas décadas".
Haley afirmou que as Forças Armadas do país poderiam ser movidas em resposta aos testes nucleares norte-coreanos ou uso de mísseis nucleares e que Kim Jong-un entendeu isto devido a pressão de Washington e Pequim. Em maio de 2017, após um teste balístico norte-coreano, Haley afirmou que Kim estava em "estado de paranóia" após a pressão norte-americana. A 2 de junho, após aprovação de sanções contra entidades norte-coreanas, Haley afirmou que o voto do Conselho de Segurança era "uma mensagem clara para a Coreia hoje: parem de lançar mísseis balísticos ou sofrerão consequências".
Em outubro de 2018, Nikki Haley anunciou que renunciaria sua posição de Embaixadora na ONU, efetivo em janeiro de 2019. Ela não divulgou o o motivo de sua renúncia.

## Vida pessoal
Haley praticou o Sikhismo durante anos, inclusive seu casamento com Michael Haley em 1996 foi um misto de cerimônias sikh e metodista. Haley converteu-se ao Cristianismo pouco tempo após seu casamento e atualmente é membro da Igreja Metodista Unida. Em entrevista à revista Christianity Today, Haley afirmou: "O que eu espero é que os meus pais escolham o melhor para eles", ao responder sobre a tradição sikh de seus pais.
Michael Haley, seu marido, é oficial da Guarda Nacional da Carolina do Sul e serviu no Exército dos Estados Unidos, no Afeganistão, a partir de janeiro de 2013. O casal tem dois filhos, Rena e Nalin.
Em maio de 2015, Haley recebeu o título honorífico honoris causa em políticas públicas da Universidade da Carolina do Sul.